# IRIMARU
株式会社入丸（いりまる、英: IRIMARU Transport）は、愛知県春日井市前並町に本社を置く運送業である。

## 沿革
- 1967年（昭和42年）6月 - 丸子三十四（現：代表取締役社長）が個人創業。創業地は愛知県春日井市上条町であった。
- 1969年（昭和44年）8月 - 会社設立。設立当時の社名は有限会社入丸工業であった。
- 1972年（昭和47年）4月 - 小牧営業所を開設する。
- 1979年（昭和54年）6月 - 安城営業所を開設する。
- 1981年（昭和56年）11月 - 愛知県名古屋市千種区に株式会社入丸工業を設立する。
- 1991年（平成3年）10月 - 愛知県春日井市前並町に建設した本社・工場が完成したため、同地に移転する。
- 1994年（平成6年）10月 - 静岡営業所を開設する。
- 1997年（平成9年）1月 - 員弁営業所（現：いなべ営業所）を開設する。
- 1998年（平成10年）8月 - 有限会社入丸に社名を変更する。
- 1999年（平成11年）
  - 2月 - 広島営業所を開設する。
  - 3月 - 鈴鹿営業所を開設する。
  - 6月 - 袋井配送センターを開設する。
- 2002年（平成14年）10月 - 広島配送センターを開設する。
- 2005年（平成17年）
  - 7月 - 静岡配送センターを開設する。
  - 8月 - 犬山配送センターを開設する。
- 2006年（平成18年）
  - 10月
    - 組織変更により、株式会社入丸となる。
    - 倉庫業の登録を申請する。
    - 静岡物流センターを開設する。

  - 12月 - 鈴鹿物流センターを開設する。
- 2007年（平成19年）12月 - 入丸ロジスティックス三重が上野倉庫を開設する。
- 2011年（平成23年）12月28日 - 入丸ロジスティックスが中央トラック（静岡県静岡市駿河区）と合併することを発表（公告）[5]。
- 2013年（平成25年）12月 - 日本海事検定キューエイ株式会社にてISO 9001を認証取得する[注 1]。

（注記なき出典：）

## 事業所

### 本社
- 愛知県春日井市前並町2丁目11-21

### 営業所・支店
- 春日井営業所
  - 愛知県春日井市高山町辻山36-5
- 岩倉営業所
  - 愛知県岩倉市八剱町野畑1
- いなべ営業所
  - 三重県いなべ市北勢町大字麓村字丸切193
- 静岡支店
  - 静岡県袋井市徳光深田20

### 物流センター
- 小牧物流センター
  - 愛知県小牧市大字村中字葭池1275-1
- 静岡物流センター
  - 静岡県袋井市徳光深田20

### 配送・配車センター
- 静岡配送センター
  - 静岡県静岡市駿河区中原865
- 犬山配車センター
  - 愛知県犬山市的場12-5

## 所有するトラック
下記の各トラックを所有する。
| 車種       | 仕様           | 台数 |
| ---------- | -------------- | ---- |
| 大型       | -              | 25   |
| 4トン      | ワイドゲート付 | 10   |
| 4トン      | ワイド         | 15   |
| 2トン      | ワイドゲート付 | 5    |
| 2トン      | ワイド         | 15   |
| 軽トラック | -              | 13   |

## 関連会社
現在
- まるこ歯科[1]
- 株式会社入丸ロジスティックス[1][7] - 人材派遣・請負・軽配送
- 有限会社ロジスティックス入丸[1]

過去
- 中央トラック - 静岡県静岡市駿河区[注 2]にあった運送業[5]。入丸ロジスティックスとの合併により解散した[5]。

## 不祥事
2008年（平成20年）8月、静岡県静岡市葵区などにあった中央トラックの休憩施設と車庫を国の認可を受けずに（無許可で）閉鎖し、東名高速道路静岡ICから約1キロメートルの所（同市駿河区）に移転した。同社は2008年（平成20年）春から「入丸」名義のトラック3台を車庫として使用していたが、同年8月頃から5台に増加した。この土地の使用名義は入丸であったが、中央トラックは静岡市で営業所の認可を受けていなかった。この違法行為が続いたのは「社員を減らして固定費を圧縮することが目的ではないか？」という推測があった。2010年（平成22年）に中央トラックの代表取締役（入丸の代表取締役社長）と取締役が貨物自動車運送事業法違反の疑いで逮捕され、同年11月5日付で静岡地方検察庁に送検された。この件で中央トラックは書類上では運行管理者と整備管理者を選任したが、入丸本社に勤務した実態が無いことが判明している。この件が原因で社長の逮捕につながったことは珍しいことであった。なお、同法に違反した場合は法人と個人にそれぞれ100万円以下の罰金刑が科せられる。余談となるが、入丸ロジスティックスは2011年（平成23年）12月28日に中央トラックとの合併を発表し、中央トラックが解散することも併せて発表している。